# ГЕС Куроматагава I
ГЕС Куроматагава I (黒又川第一発電所) – гідроелектростанція в Японії на острові Хонсю. Знаходячись після ГЕС Куроматагава II (17 МВт), становить нижній ступінь каскаду на річці Куроматагава, лівій притоці Абуруми (в нижній течії носить назву Коягара), котра в свою чергу є правою притокою Уоно – правого доплива Сінано (впадає до Японського моря у місті Ніїґата).

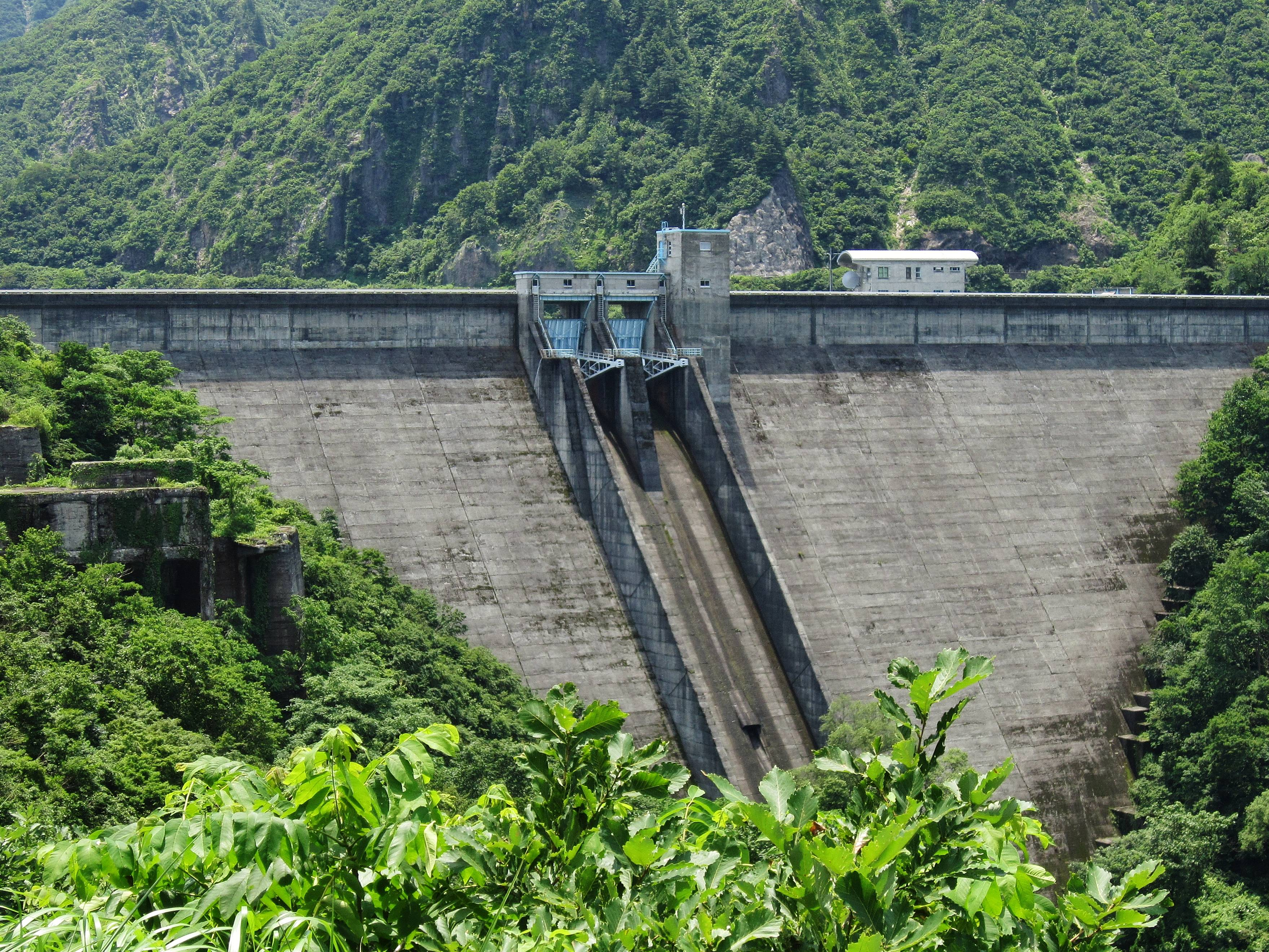
Гребля станції

В межах проекту Куроматагаву перекрили бетонною гравітаційною греблею висотою 91 метр та довжиною 276 метрів, яка потребувала 289 тис м3 матеріал. Вона утримує водосховище з площею поверхні 1,43 км2 та об’ємом 42,8 млн м3 (корисний об’єм 30,6 млн м3). Окрім власного стоку, сюди по тунелю надходить додатковий ресурс із розташованого за 2,5 км від сховища водозабору на річці Suesawagawa (ще одна ліва притока Абуруми, котра впадає вище від Куроматагави).
Від греблі на Кумуматагаві починається головний дериваційний тунель довжиною 4,5 км з діаметром 4,5 метра. Він переходить у напірний водовід довжиною 0,7 км зі спадаючим діаметром від 4,5 до 3,4 метра, котрий розгалужується на два довжиною по 0,44 км з діаметром від 2,5 до 2,2 метра. В системі також працює вирівнювальний резервуар висотою 62 метра.
Основне обладнання станції становлять дві турбіни типу Френсіс загальною потужністю 70 МВт (номінальна потужність станції рахується як 61,5 МВт), які використовують напір у 168 метрів.
Відпрацьована вода по відвідному тунелю довжиною 0,5 км з діаметром 4,4 метра транспортується до Абуруми.